# کاتسومی ونوکی
کاتسومی ونوکی (به انگلیسی: Katsumi Oenoki) بازیکن فوتبال اهل ژاپن و عضو تیم ملی فوتبال ژاپن است که در تاریخ ۰۵ مه ۱۹۸۹ میلادی اولین بازی ملی‌اش را انجام داد. او در ۵ بازی ملی حضور داشت و آخرین بازی ملی خود را در تاریخ ۲۹ ژوئیه ۱۹۹۰ میلادی انجام داد. کاتسومی ونوکی در بازی‌های ملی‌اش
گلی به ثمر نرساند.